# 广西紫麻
广西紫麻（学名：Oreocnide kwangsiensis），为荨麻科紫麻属下的一个植物种。